# Zatoka podniebienna
Zatoka podniebienna (łac. sinus palatinus) – zatoka kości podniebiennej, parzysta.
Zatoka podniebienna nie osiąga dużych rozmiarów.
Od jednoimiennej zatoki kontralateralnej oddziela ją przegroda zatok podniebiennych.
Zatoka występuje choćby u przeżuwaczy, u których znajduje się ona w blaszce poziomej kości podniebiennej, a także w wyrostku podniebiennym kości szczękowej. U konia oprócz bytności w blaszce pionowej kości podniebiennej łączy się ona z zatoką klinową. Tworzą one razem zatokę klinowo-podniebienną.
Drapieżne w ogóle takiej zatoki nie posiadają. Nie występuje ona również u człowieka.